# Atrichotoxon usambarense
Atrichotoxon usambarense é uma espécie de gastrópode da família Helicarionidae.
É endémica da Tanzânia.